# 이타노역
이타노역(일본어: 板野駅)은 일본 도쿠시마현 이타노군 이타노정에 위치한 시코쿠 여객철도 고토쿠 선의 철도역이다. 역 번호는 T07이며, 섬식 승강장 2면 3선의 구조를 갖춘 지상역이다.

## 타는 곳
| 1 | ■ 고토쿠 선 | 하행 | 이케노타니 · 도쿠시마 방면             |
| 1 | ■ 고토쿠 선 | 상행 | 히케타 · 시도 · 리쓰린 · 다카마쓰 방면 |
| 2 | ■ 고토쿠 선 | 하행 | 이케노타니 · 도쿠시마 방면 (시발)      |

## 이용 현황
| 연도     | 하루 평균 | 연도     | 하루 평균 |
| 1995년도 | 305       | 2003년도 | 496       |
| 1996년도 | 684       | 2004년도 | 496       |
| 1997년도 | 654       | 2005년도 | 500       |
| 1998년도 | 643       | 2006년도 | 503       |
| 1999년도 | 601       | 2007년도 | 486       |
| 2000년도 | 568       | 2008년도 | 487       |
| 2001년도 | 535       | 2009년도 | 466       |
| 2002년도 | 504       | 2010년도 | 471       |
| -------- | --------- | -------- | --------- |

## 역 주변
- 이타노 정청
- 이타노 정 상공 회관
- 아와 은행 이타노 지점
- 도쿠시마 공업 단기 대학

## 인접 역
| 시코쿠 여객철도               | 시코쿠 여객철도 | 시코쿠 여객철도                 |
| ----------------------------- | --------------- | ------------------------------- |
| T 08 아와오미야 다카마쓰 방면 | 고토쿠 선       | 아와카와바타 T 06 도쿠시마 방면 |